# Gal·lès antic
El gal·lès antic (en gal·lés, Hen Gymraeg) és el nom donat a la llengua gal·lesa des de l'any 800 fins a la primeria del segle xii, quan va evolucionar cap al gal·lès mitjà. En el període anterior, quan es diferencià del britònic comú, al voltant del 550, se l'anomenà "gal·lès primitiu" o "gal·lès arcaic".
Molts poemes i algunes proses s'han conservat d'aquest període, tot i que alguns se'n troben en manuscrits posteriors, per exemple, el text d'Y Gododdin. El text més antic que ha sobreviscut íntegrament en gal·lès antic és en una làpida a l'església de Tywyn, que dataria del s. VII. Un text en els Evangelis de Lichfield anomenat Surrexit Memorandum es creu que ha estat escrit al s. VIII, però pot ser una còpia d'un text dels s. VI o VII.
L'ortografia del gal·lès antic és essencialment la de l'irlandés, ja que els irlandesos aprengueren llatí i l'escriptura llatina pels seus veïns bretons.
Exemples compartius entre el gal·lès antic i el modern.
| Gal·lès antic | Gal·lès modern | Català     |
| ------------- | -------------- | ---------- |
| tir           | tir            | terra      |
| lau           | llaw           | mà         |
| diued         | diwedd         | final      |
| ir            | yr, y          | el         |
| nouid         | newydd         | nou        |
| guetig        | wedi           | després    |
| cas           | cas            | odi        |
| hit           | hyd            | fins       |
| did           | dydd           | dia        |
| braut         | Barn           | judici     |
| in ois oisou  | yn oes oesoedd | per sempre |